# Barra da Lagoa
Barra da Lagoa es un distrito y localidad del municipio de Florianópolis, capital del Estado brasileño de Santa Catarina. Fue creado en 1995 a partir de su separación del Distrito de Lagoa da Conceição.

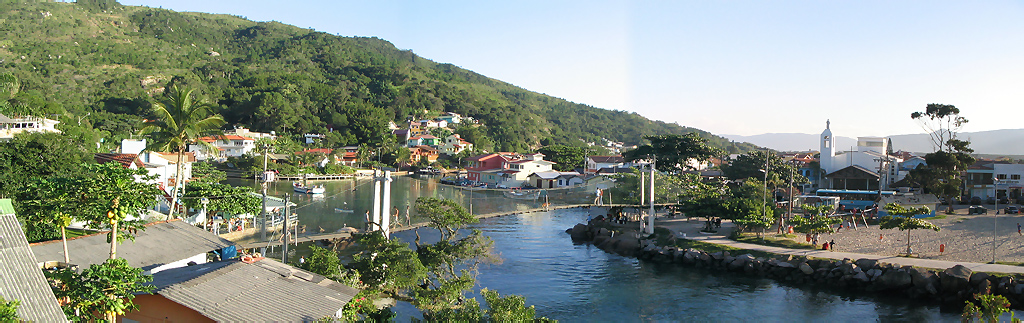
Barra da Lagoa: vista del canal que une la Lagoa da Conceição con el mar y antiguo puente colgante para peatones que lleva al camino de la prainha.

El área total del distrito es de 4,75 km² y se sitúa al este de la Isla de Santa Catarina, sobre el canal que une la Lagoa da Conceição con el Océano Atlántico.
Al norte de la localidad, a continuación de la playa de Barra, se ubica la playa de Mozambique (praia de Moçambique), la mayor de la isla.
Es un pueblo de pescadores, alrededor del cual fueron surgiendo residencias de veraneo. El último censo de esta población arrojaba 4331 habitantes. Hay muchas cosas para hacer en Barra de Lagoa. Por ejemplo, de allí parten barcos hacia la isla de Campeche, al sureste de la isla de Florianópolis. También salen barcos para pasear por el canal que une Barra da Lagoa con la cercana localidad de Lagoa de Conceição. Además de transitar el canal en barco, se puede nadar, practicar snorkel o alquilar canoas o kayaks. Cercano al centro está la pequeña Prainha, una playa de 70mts de extensión, donde suele reunirse por las noches el público joven. 
En Barra da Lagoa se encuentra el Proyecto Tamar. Se trata de un emprendimiento  brasilero que se encarga de rescatar a las tortugas marinas y salvarlas de la muerte. Tras curarlas, las liberan a su hábitat natural; en dichas ocasiones suele reunirse mucha gente para contemplar el trayecto que realizan las tortugas desde la playa hasta el mar.
Por último, la localidad cuenta con variedad de "trilhas" (senderos) de una belleza natural excepcional, muchos de los cuales finalizan en playas, como es el caso de la hermosa Praia do Galheta, donde se practica el nudismo.